# Mamarce

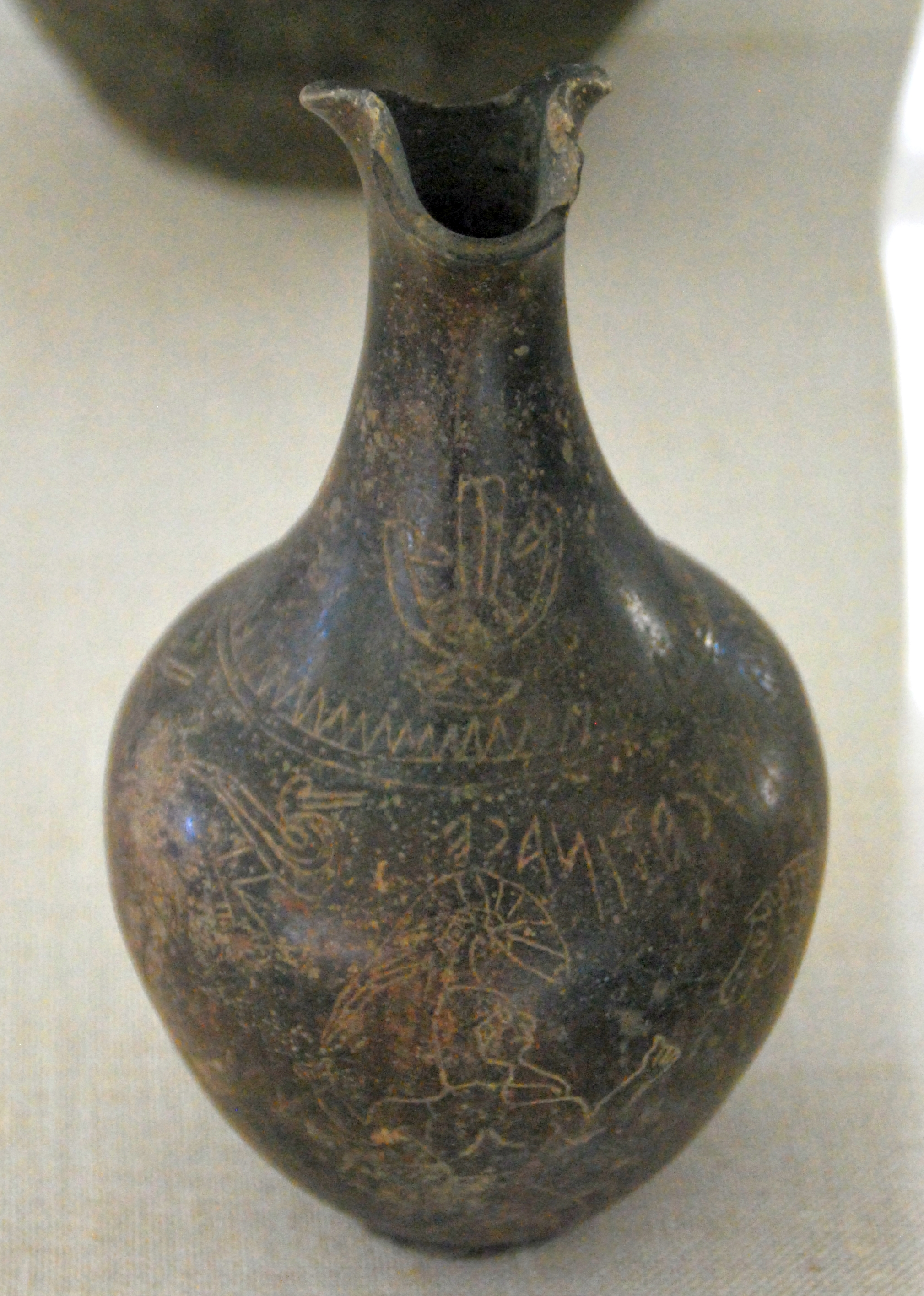
Oinochoe des Mamarce in Würzburg

Mamarce ist der Name eines etruskischen Töpfers, der in der zweiten Hälfte des 7. Jahrhunderts v. Chr. tätig war.
Mamarce ist einzig von einer von ihm gefertigten Oinochoe bekannt, die jedoch aus kunsthistorischer Sicht von nicht zu unterschätzender Bedeutung ist. Die Impasto-Oinochoe wurde auf einer Töpferscheibe gedreht. Sie zeigt eine Abwandlung des orientalischen Motives des Herrn der Tiere und weist insgesamt Einflüsse aus Syrien oder Zypern ebenso wie traditionelle Elemente der Villanovakultur auf. Auch in der Fertigung verbindet sie neue und alte Elemente.
Eine von rechts nach links verlaufende Inschrift in etruskischer Schrift und Sprache nennt den Hersteller der Vase: mi mamarce zinace, Ich Mamarce habe gemacht. Mi ist das Personalpronom in erster Person im Singular, mamarce ist ein männlicher Vorname im Nominativ und zinace ist ein aktiv-perfektes Verb mit dem Stamm zina- das machen in einem materiellen Sinne bedeutet. Da Mamarce nur mit seinem Vornamen genannt wird, ist anzunehmen, dass er aus einer niedrigeren gesellschaftlichen Schicht stammt. Nicht ganz sicher ist die genauere Herkunft des Töpfers, wahrscheinlich stammt er als dem Siedlungsgebiet der Falisker um Falerii, möglicherweise auch aus dem daran angrenzenden Veji. Die Oinochoe wird heute in der Antikensammlung des Martin von Wagner Museums in Würzburg ausgestellt (Inv. Nr. H 5724).